# アルコール健康障害対策基本法
アルコール健康障害対策基本法（アルコールけんこうしょうがいたいさくきほんほう、平成25年12月13日法律第100号）は、不適切な飲酒はアルコール健康障害の原因となるため、その対策を総合的かつ計画的に推進することで、障害の発生、進行及び再発の防止を図り、あわせて健康障害を有する者等に対する支援の充実を図り、もって国民の健康を保護し、社会の安心の実現に寄与することに関する日本の法律である。
この法律において「アルコール健康障害」とは、アルコール依存症その他の多量の飲酒、20歳未満の者の飲酒、妊婦の飲酒等の不適切な飲酒の影響による心身の健康障害をいう（第2条）。
本法の基本理念にのっとり、国はアルコール健康障害対策を総合的に策定し、及び実施する責務を有するとされる（4条）。

## 政策指針
国は、アルコール健康障害対策推進基本計画を策定しなければならず（12条）、この計画は内閣府（共生社会政策担当）に設置されたアルコール健康障害対策推進室が所管する。この計画は最低5年おきに見直すことが求められている（12条）。また厚生労働省にアルコール健康障害対策関係者会議が設置される（26条）。
また都道府県は、国の定めた基本計画に基づいて、当該都道府県の実情に即したアルコール健康障害対策の推進に関する計画（都道府県アルコール健康障害対策推進計画）を策定するよう、努力義務が課されている（14条）。この計画は最低5年おきに見直すことが求められている（14条）。
- 同計画では、依存症専門医療機関の選定が定められている。

## 個別政策
国および地方自治体は、以下の政策を講ずることができる。
- 家庭・学校・職場などを対象とした、アルコール関連問題についての広報・教育（15条）。
  - 毎年11月10日から16日までを、アルコール関連問題啓発週間と定めている（10条）。
- 患者およびその家族に対しての、相談、支援（19,20条）。
- 民間のアルコール依存症患者団体、自助グループに対しての支援（22条）。

## 沿革
- 2013年 11月21日 - 衆議院で可決。
  - 12月7日 - 参議院で全会一致で可決し成立する。